# Villa Pauli, Storängen

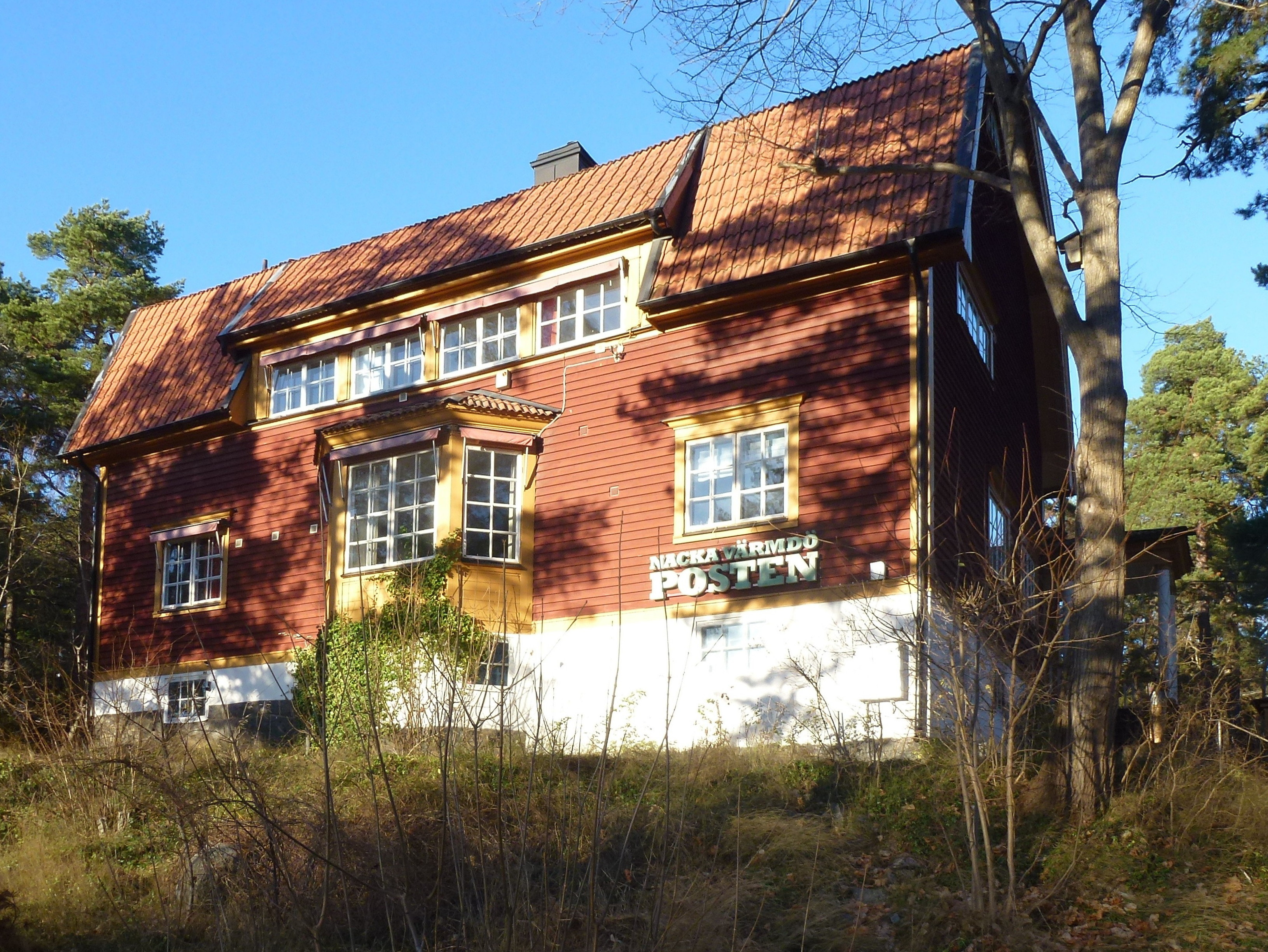
Villa Pauli från Värmdövägen, november 2013.

Villa Pauli är en kulturhistoriskt värdefull byggnad vid Värmdövägen 205 i Storängen, Nacka kommun. Villan ritades år 1904 av arkitekt Albin Brag och var konstnärshemmet för Georg och Hanna Pauli. I villan finns sedan 1989 Nacka Värmdö Postens redaktion.

## Bakgrund
Storängens villasamhälle grundades år 1904 av Tjänstemännens egnahemsförening och lockade till sig inte bara tjänstemän från övre medelklass utan även universitetslärare, direktörer, konstsamlare och konstnärer. Den nyöppnade järnvägen Stockholm-Saltsjön (Saltsjöbanan) med sin snabba trafikförbindelse till och från Stockholm och hållplats i Storängen bidrog till att villasamhället blev attraktiv. Den då vidsträckta ängen styckades till en början i 77 tomter på 1 000–1 500 kvadratmeter, det var dock inte ovanligt att en och samma person köpte flera tomter som slogs samman till mycket stora fastigheter.
Gällande villorna skulle dessa inte utföras högre än två våningar, avståndet mellan huset och tomtgränsen fick inte understiga sex meter, villorna fick inte byggas för fler än högst två familjer och grundytan fick inte överstiga en tiondel av tomtens yta. Karaktäristiskt för bebyggelsen i Storängen är de stora och kraftiga husvolymerna, de rejält tilltagna taken och väggar klädda med skurna eller svarvade, ofta grönmålade, detaljer. De flesta villorna är arkitektritade och de mest kända arkitekterna var Ragnar Östberg, Torben Grut och Carl Westman.

## Byggnadsbeskrivning

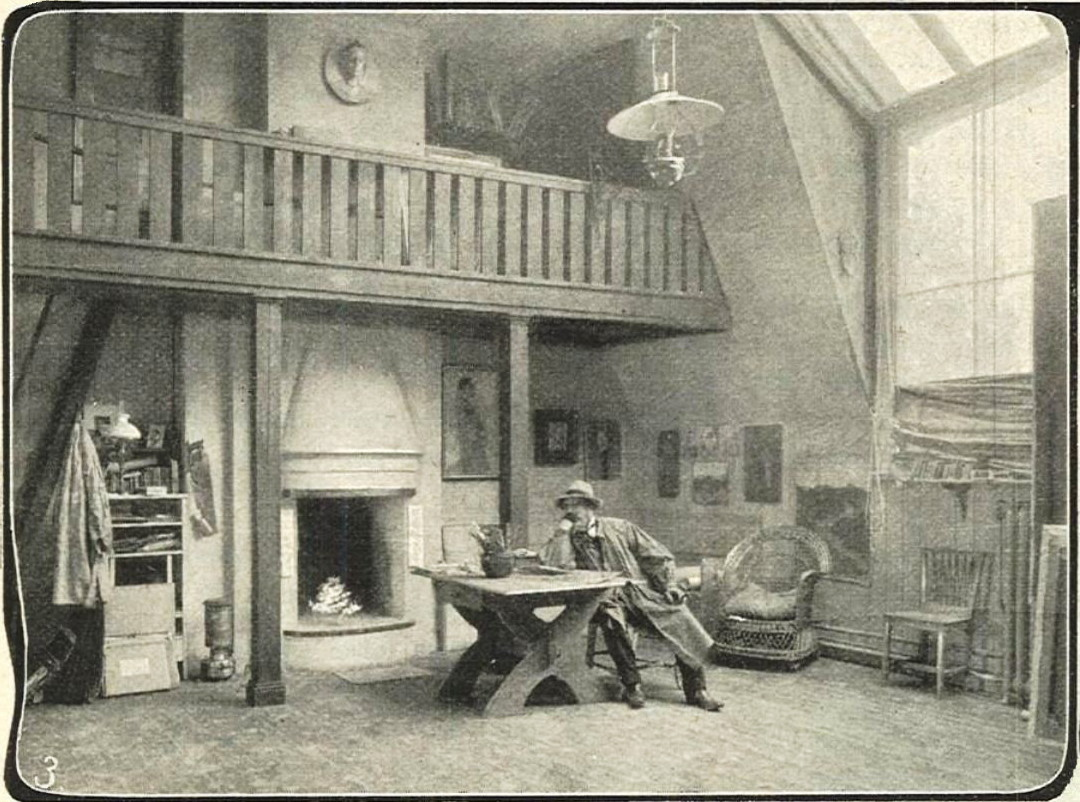
Georg Pauli i stora ateljén år 1906.

Till en av de första nybyggarna i villasamhället hörde konstnärsparet Georg och Hanna Pauli. De anlitade arkitekt Albin Brag (han låg bakom åtta storängsvillor), som ritade huset i en blandning av nationalromantik och jugend. År 1905 kunde paret flytta från våningen i det Laurinska huset på Södermalm till sitt nya hem "på landet". Där hade de varsin ateljé och där levde och verkade de livet ut. Villa Pauli i Storängen bör inte förväxlas med Villa Pauli i Djursholm som Anna Pauli och ögonläkaren Albert Pauli, halvbror till Georg Pauli, lät bygga 1907.
Huset står i en södersluttning ner mot Värmdövägen, som i början av 1900-talet var betydligt mindre trafikerad än idag. En rest av den ursprungliga vägen finns kvar utanför huset. Trädgården utbreder sig mot norr. Själva byggnaden är ett trähus i två våningar på en hög stensockel. Taket är ett brutet sadeltak täckt med taktegel. Fasaderna är klädda med liggande, rödmålad träpanel. Vindskivor, fönsterfoder, knutbräder och andra fasaddetaljer är målade i en varmockra kulör. Fönstren är småspröjsade, som var vanligt på storängsvillorna. Mot norr dominerar de stora ateljéfönstren i övre våningsplanet. 
Georg Pauli hade sin, något större, ateljé i östra husdelen medan hustrun Hanna disponerade västra delen. I stora ateljén anordnades en sorts loftgång på två sidor från vilken konstnären kunde betrakta sina verk på längre avstånd. Sällskapsrum, matsal och kök fanns på bottenvåningen. I veckotidningen Idun från april 1906 presenterades Villa Pauli och arkitektens arbete prisades med orden: Byggnadernas arkitekt är hr Albin Brag, hvars såväl konstnärliga som praktiska sans här afgifvit synnerligen vackra prof och smidigt anslutit sig till ägarnes intentioner.
Efter Georg Paulis död 1935 beboddes villan av Hanna Pauli fram till sin bortgång i december 1940. Sedan 1989 har Nacka Värmdö Posten sin redaktion i byggnaden. Under våren och sommaren 2009 genomfördes en omfattande, men varsam, renovering av huset. Enligt en kulturhistorisk byggnadsinventering av Storängen år 1979 bedöms Villa Pauli som ”omistlig”.

## Exteriörbilder

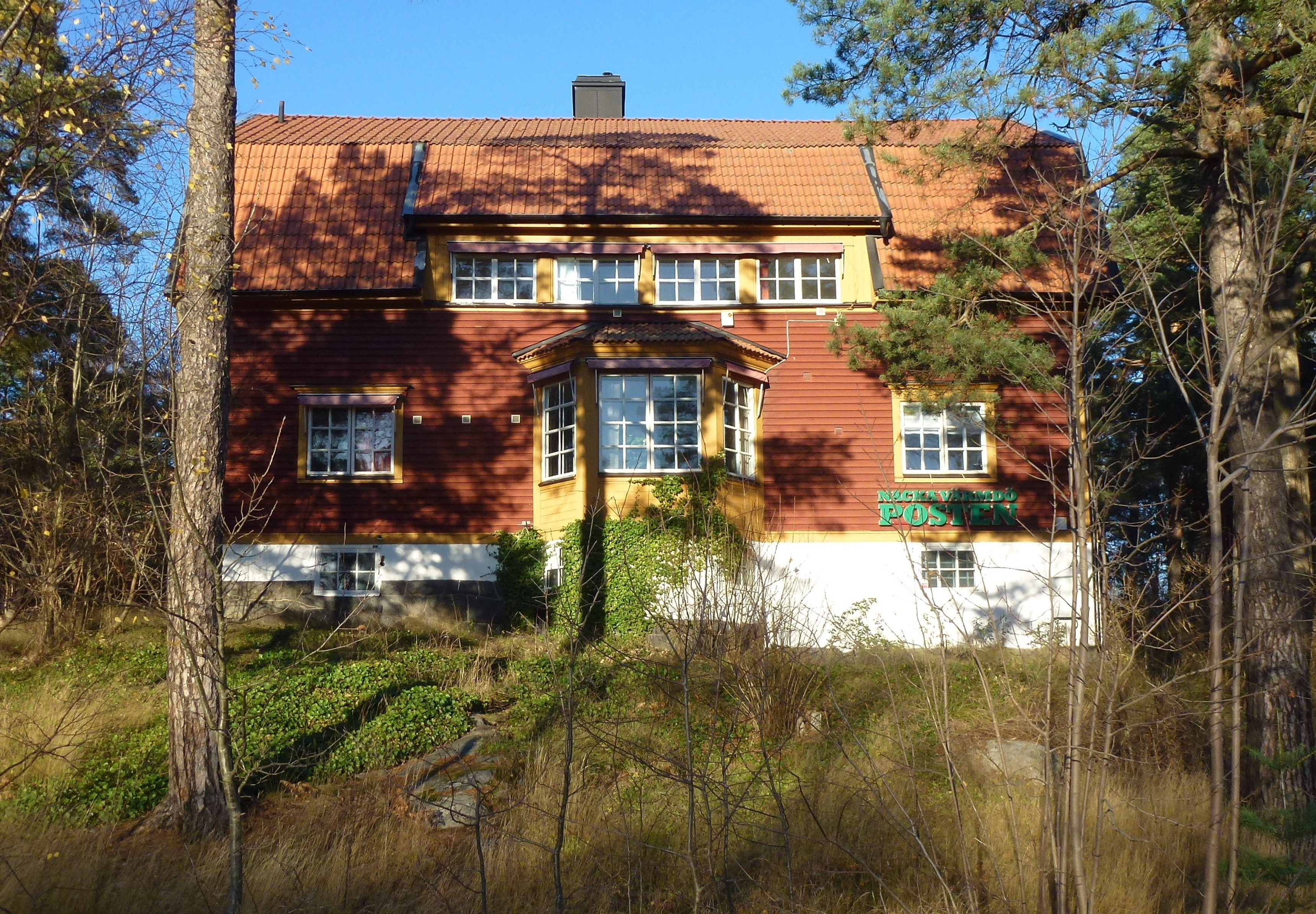
Fasad mot syd
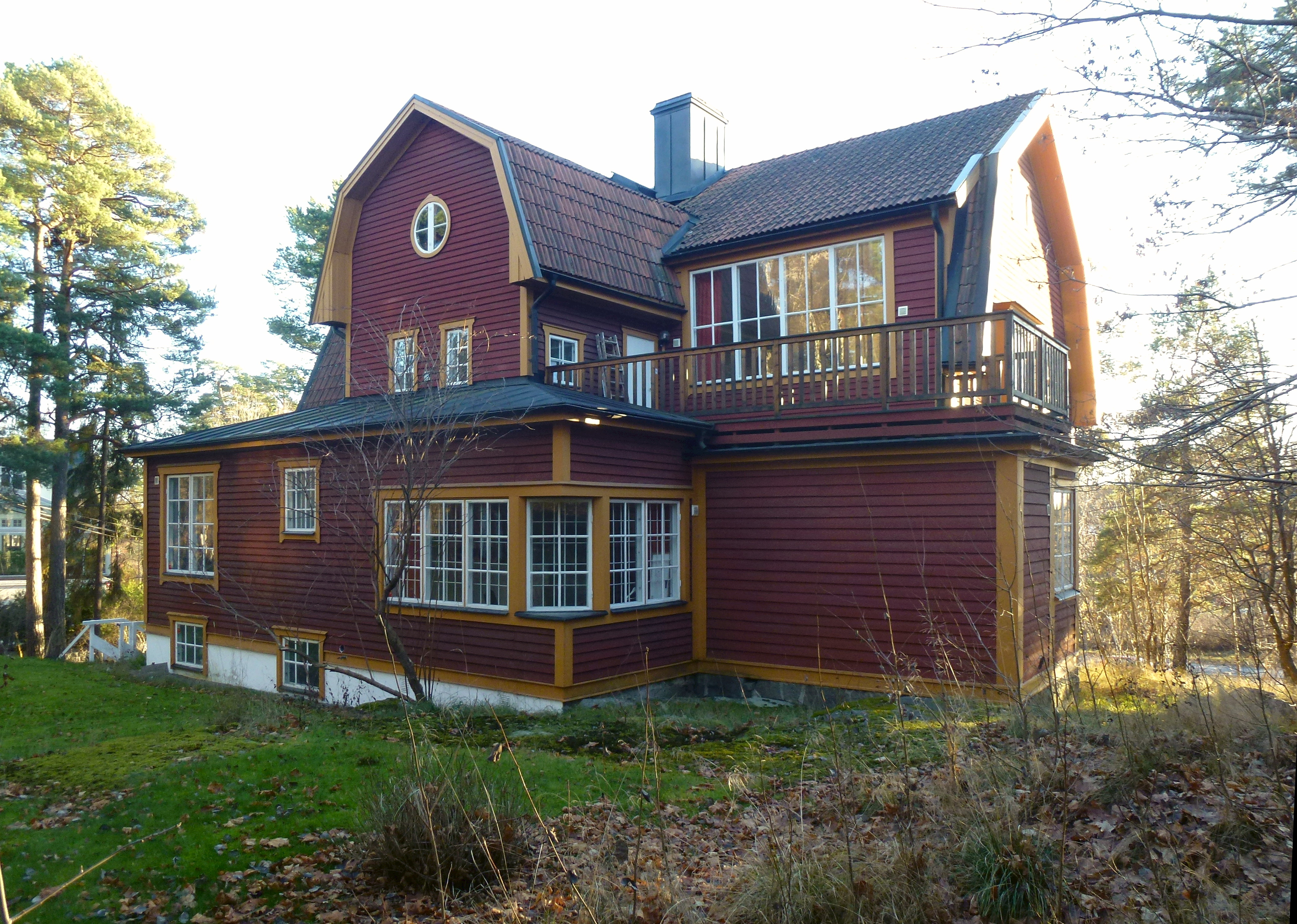
Fasad mot norr
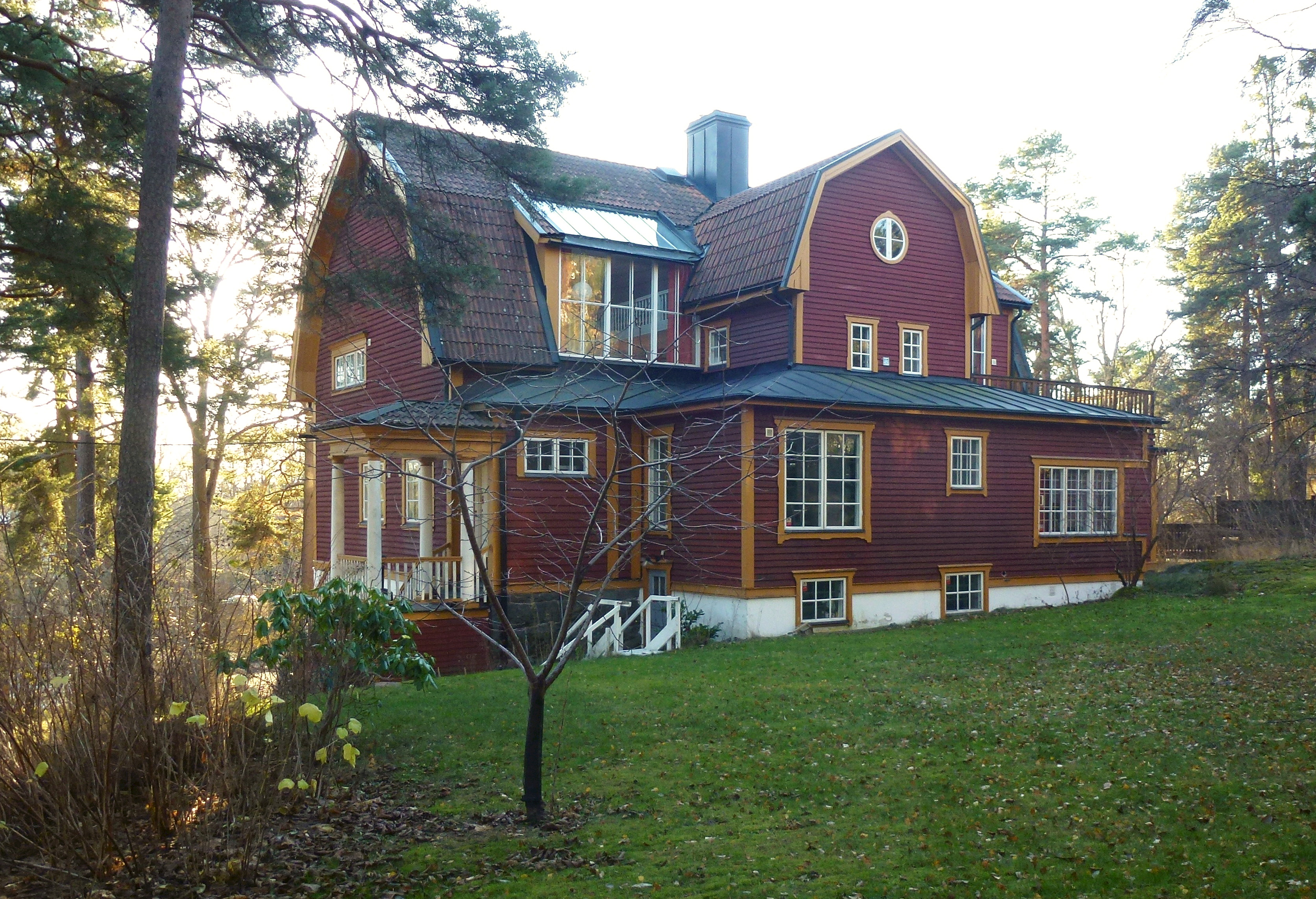
Fasad mot norr
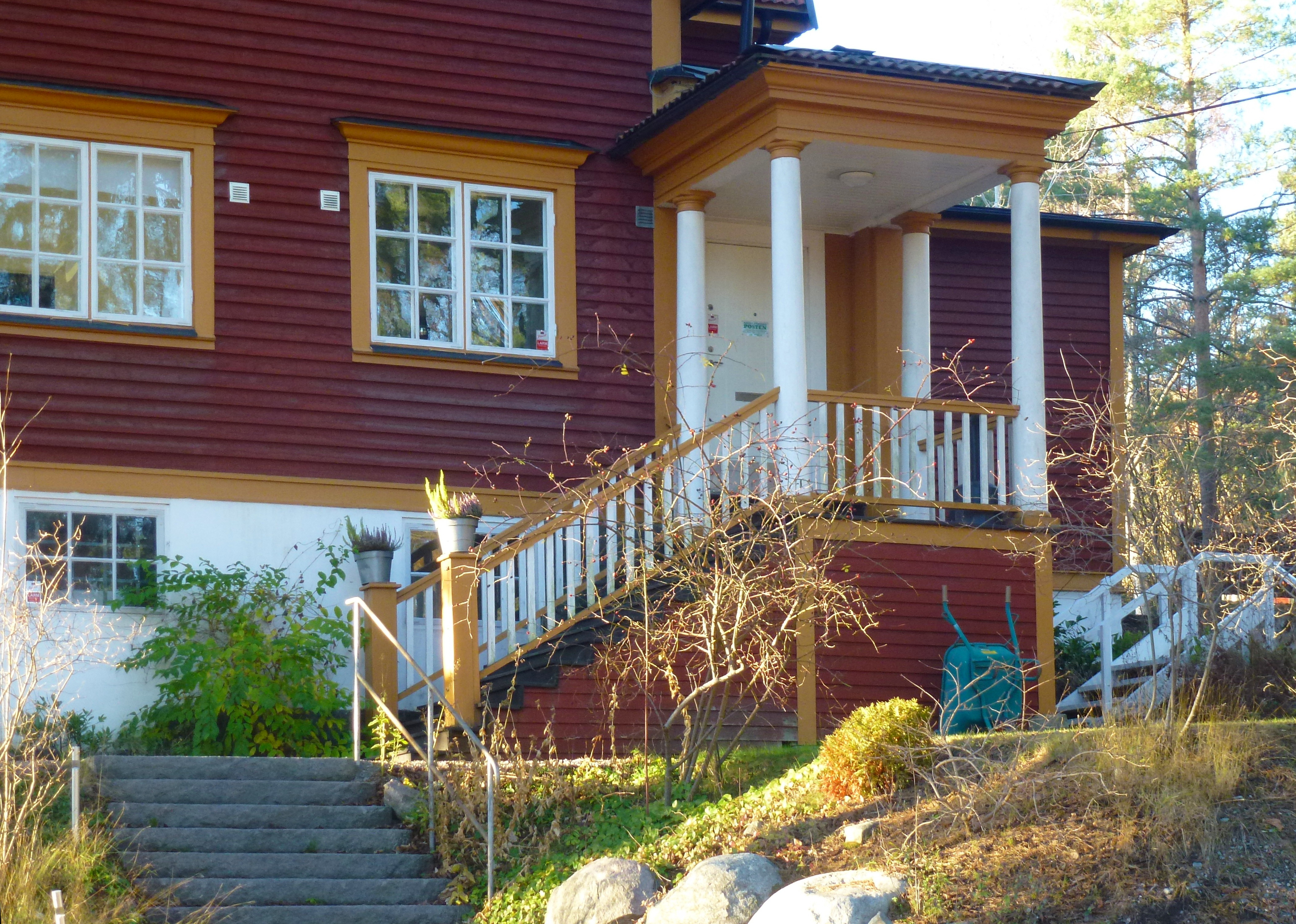
Entré

## Interiörbilder

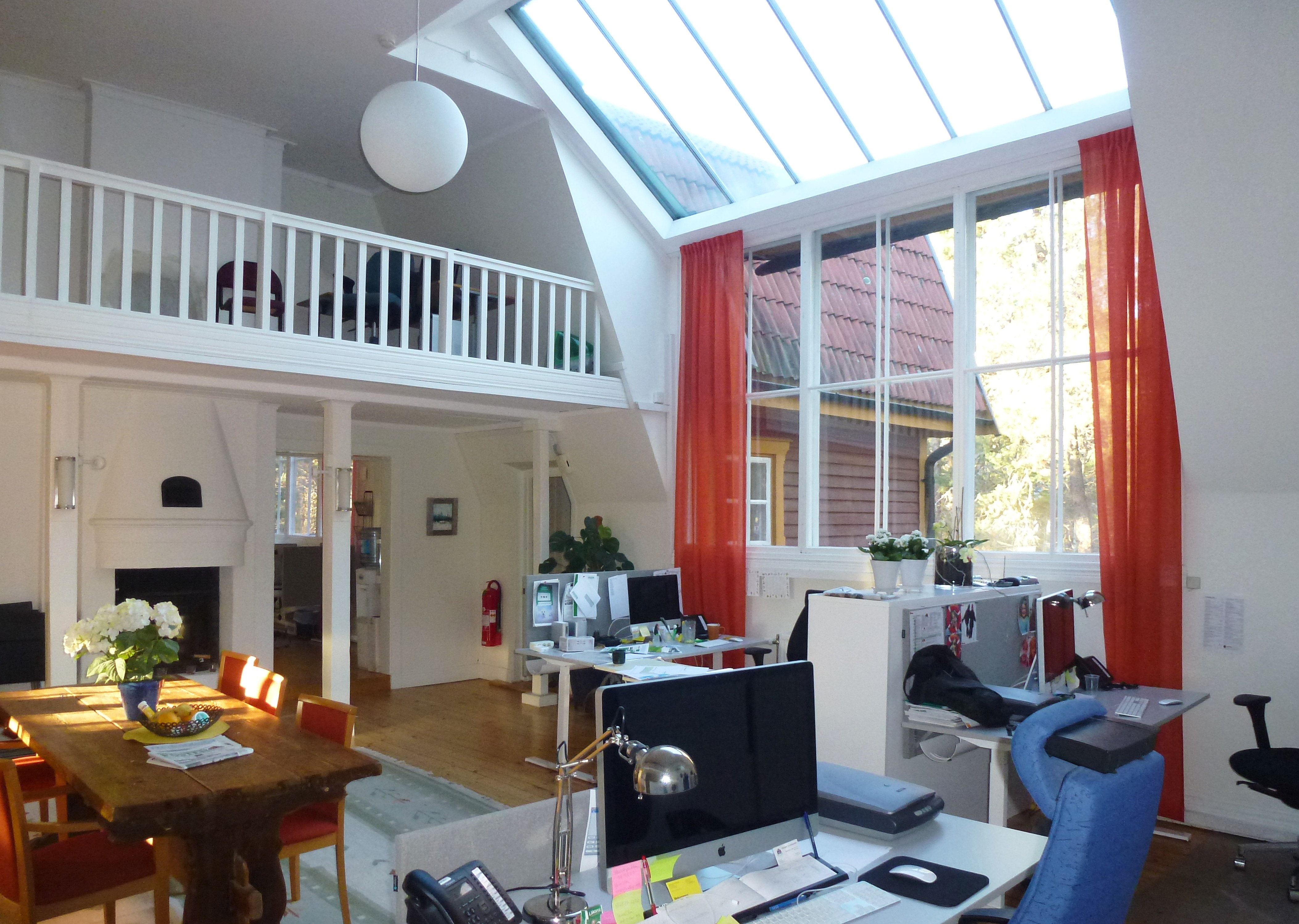
Stora ateljén
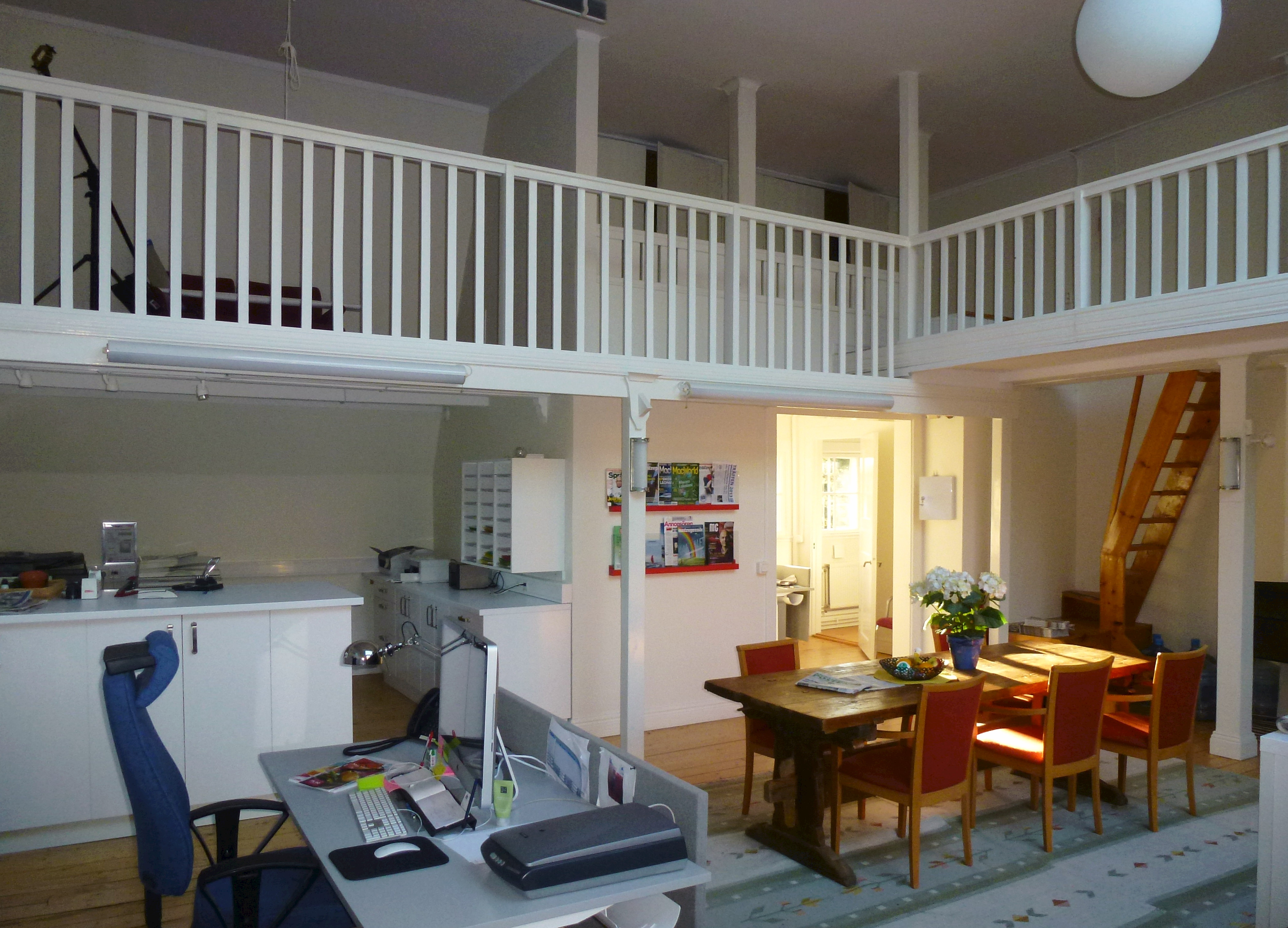
Loftgång i stora ateljén
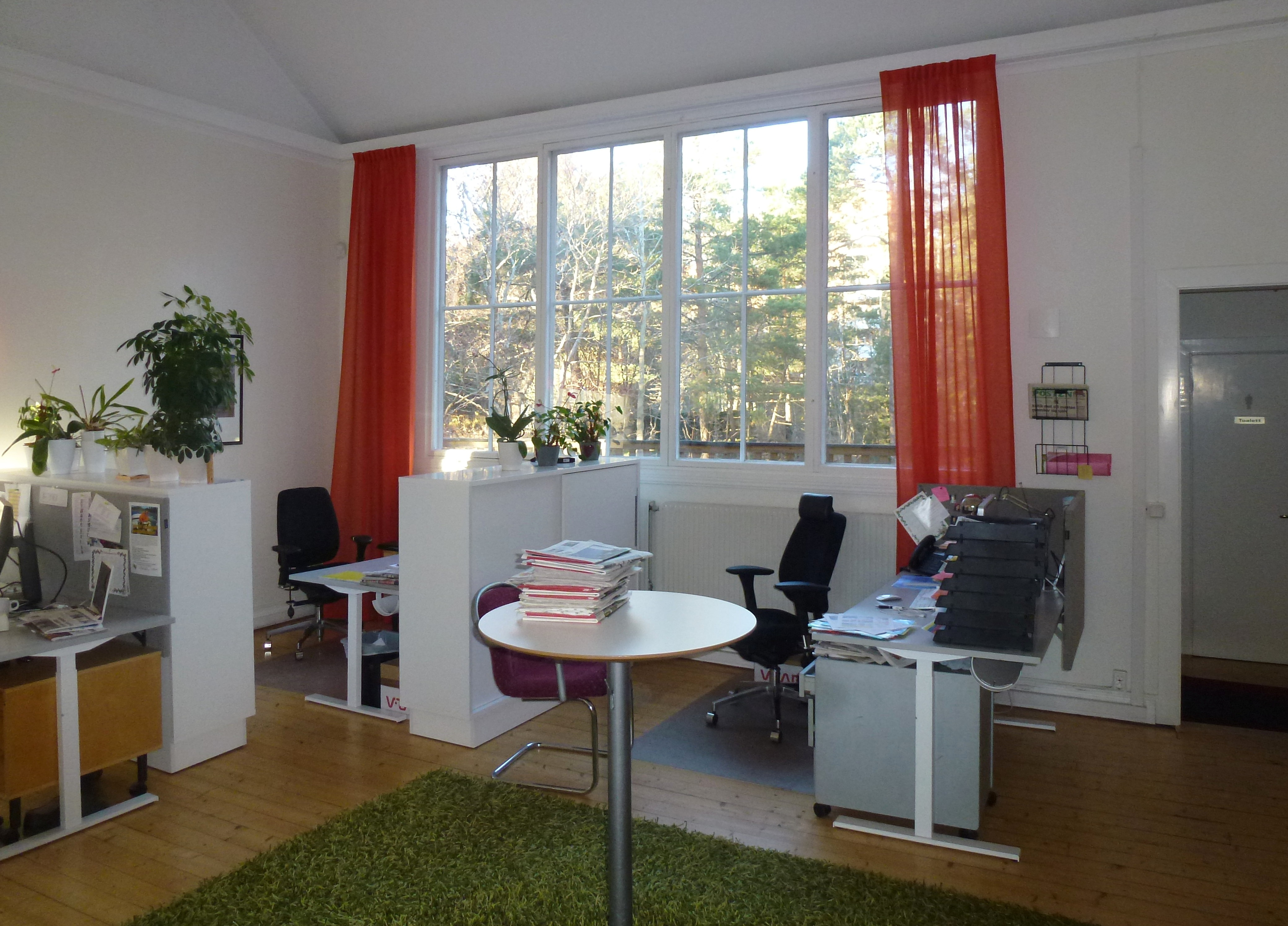
Lilla ateljén
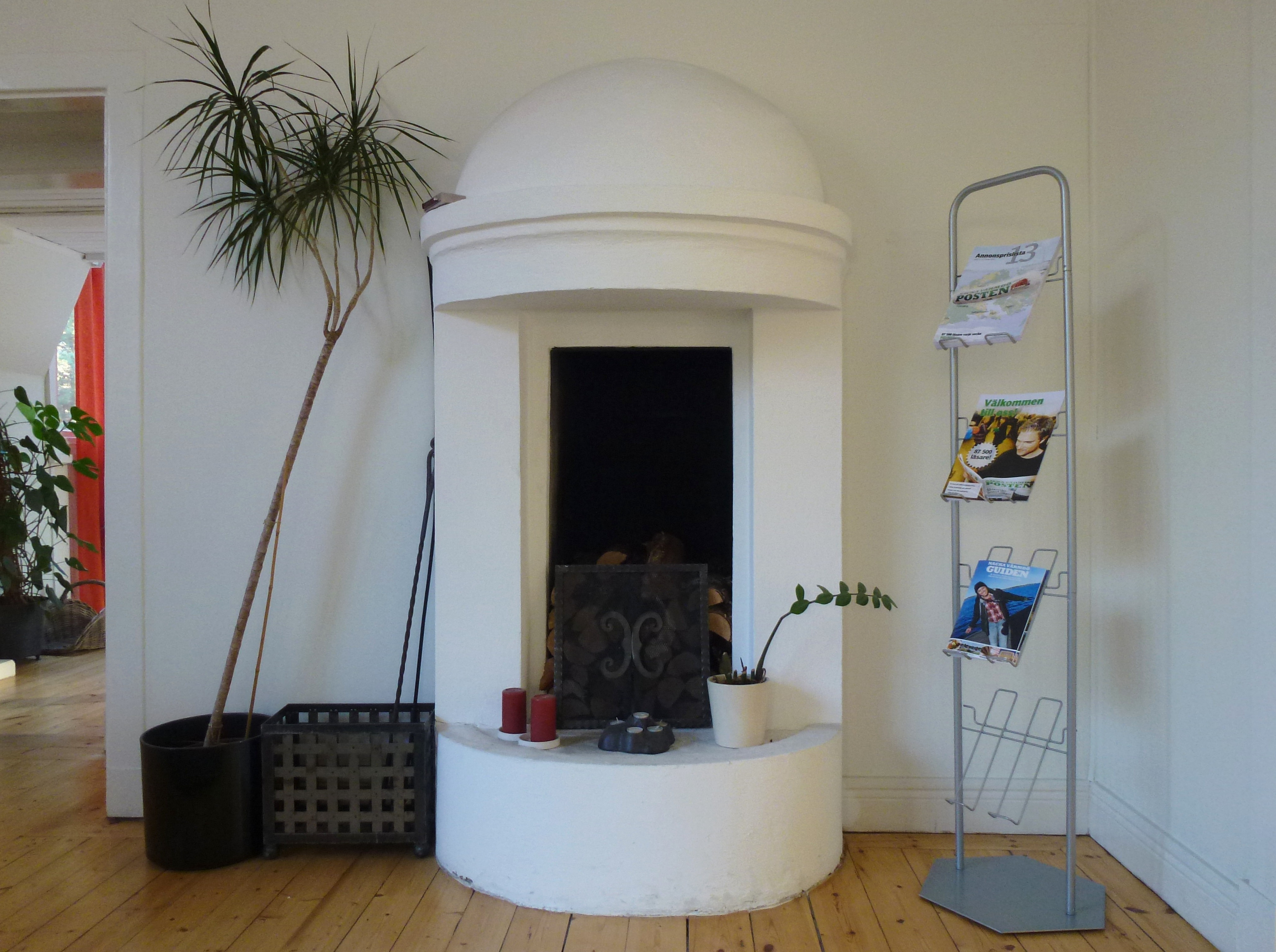
Öppen spis i lilla ateljén